# 아사비야
아사비야(아랍어: عصبية 아사비야[*], ʻaṣabīya, asabiyyah)는 공동체적 결속과 내집단에 대한 의식을 강조하는 사회적 연대를 뜻하는 아랍어 개념이다. 이 어휘는 이슬람 이전의 자힐리야 시기에도 쓰였으나, 학술적 의미로 널리 쓰이게 된 것은 역사학자 이븐 할둔이 저작 《역사 서설》(아랍어: مقدّمة ابن خلدون)에서 본격적으로 사용한 후부터이다. 이 저작에서 할둔은 아사비야 개념을 인간 사회의 근본적인 유대 관계이자 역사의 기본적 추동력으로 기술하였다. 최근에는 근대적 의미의 민족주의 또는 공동체주의의 개념을 설명하는 맥락에서 사용되기도 한다.

## 같이 보기
- 이븐 할둔
- 역사 서설